# Colors (álbum)
Colors —en español: Colores— el decimotercer álbum de estudio del músico estadounidense Beck, lanzado el 13 de octubre de 2017 por Capitol Records. grabado entre 2013 y 2017, con Beck produciendo junto a Greg Kurstin. El primer sencillo del álbum, "Dreams", se lanzó en junio de 2015, mientras que tres sencillos más ("Wow", "Dear Life" en Italia y "Up All Night" en los EE. UU.) se lanzaron entre junio de 2016 y septiembre de 2017. La canción principal también se lanzó como sencillo en abril de 2018. El álbum ganó el premio al Mejor Álbum de Música Alternativa y al Mejor Álbum Diseñado, No Clásico en la 61.ª Entrega Anual de los Premios Grammy.

## Fondo y grabación
Colors se grabó en el estudio de Greg Kurstin en Los Ángeles con Beck y Kurstin tocando casi todos los instrumentos entre 2013 y 2017. Beck describió el proceso de grabación a la publicación musical NME, diciendo "durante el primer año, estuvimos experimentando y hubo muchas pruebas y errores. Estaba de gira constantemente mientras lo hacía, así que estaba tratando de devolver algo de esa energía a el estudio, que no siempre es lo más fácil de hacer. 'Dreams' fue una de las primeras canciones que apareció y me hizo pensar que la idea tenía patas".
Tenga en cuenta que la canción "Color" está disponible de forma gratuita en varias pistas, hay todos los instrumentos, voces, efectos, etc., por cualquier propietario del software Logic Pro X a través de una plantilla. Este título utiliza los efectos integrados del software y le ayuda a comprender cómo se grabó y produjo. Hay alrededor de cien pistas.

## Lanzamiento
El 28 de julio de 2017, Beck se burló del título de su nuevo álbum al publicar una foto de "Consejos para artistas que quieren vender" de John Baldessari en su cuenta de Instagram. Su publicación siguió a una filtración accidental del título y la fecha de lanzamiento por parte de la página privada de pedidos anticipados de un minorista en línea que se estableció brevemente para la visualización pública. El 11 de agosto de 2017, Beck anunció oficialmente que el álbum se titularía Colors y se lanzaría en octubre de 2017. El video musical de "Up All Night" se estrenó el 9 de agosto de 2017 en los Arclight Cinemas de Hollywood durante una conferencia de todo el día para Capitol Records donde se anunció que se lanzará al público en un futuro cercano y será el tercer sencillo oficial de Colors. "Up All Night" apareció anteriormente en el videojuego FIFA 17 y se usó en un comercial de relojes inteligentes Fossil." El New York Times anticipó que "No Distraction" tenía "una parte de guitarra estridente sobre un ritmo de rock cuadrado, y una progresión de acordes parcialmente basada en la Policía" y que "Dear Life" era "un estilo existencial tardío de los Beatles llorar, con un núcleo bienvenido de rareza dentro de su caparazón retro ".  Beck discutió "No Distraction" con Q diciendo: "Cualquiera que tenga un teléfono o computadora vive con las distracciones que lo arrastran de un lado a otro. No hemos descubierto cómo tener acceso a todo el mundo y todo el tiempo y cómo nos afecta física y neurológicamente. O al menos no lo he hecho. Mi analogía con los amigos ha sido que siento como si alguien hubiera quitado la puerta principal de mi casa, de forma permanente ".
En una entrevista con NME, Beck dijo que "el resto del álbum es probablemente lo que existe en el rango entre 'Dreams' en un extremo y 'Wow' en el otro". En una entrevista con Rolling Stone, comentó más. , diciendo "estas son canciones complejas que intentan hacer dos o tres cosas a la vez. No es retro ni moderno. Conseguir que todo se sienta bien para que no suene como un gran desastre fue toda una empresa".

## Sencillos
"Dreams" fue lanzado el 15 de junio de 2015, como el sencillo principal de un próximo álbum, que luego se anunció que se titularía Colors. La canción optimista se inspiró en MGMT y marcó el contraste con el estado de ánimo sombrío del anterior álbum de Beck, Morning Phase. Beck dijo en ese momento: "Realmente estaba tratando de hacer algo que fuera bueno para tocar en vivo". La canción apareció en gran medida en Beats 1, la estación de radio insignia de Apple Music, con 65 reproducciones en julio de 2015. "Dreams" fue clasificada entre las mejores canciones de 2015 en las listas anuales de fin de año por Rolling Stone y Billboard. La mezcla de la versión única no se incluyó en las copias físicas del álbum. Se incluye una nueva mezcla como sexta pista del álbum. "Dreams" alcanzó el puesto número dos en la lista de canciones alternativas de Billboard.

"Wow" (a veces estilizado como "WOW") fue lanzado el 2 de junio de 2016, como segundo sencillo y se confirmó que el nuevo álbum estaba programado para ser lanzado el 21 de octubre de 2016. Esa fecha de publicación se retrasó más tarde y se eliminó del sitio de relaciones públicas de Beck sin dar ninguna explicación. Beck le dijo a KROQ que "Wow" "estaba completamente fuera de mi cabeza. No escribí nada de eso. Solo estábamos jugando en el estudio. Ni siquiera tenía la intención de publicarlo. Estaba trabajando en otra canción y se me ocurrió el riff y luego comencé a hacer estilo libre". "Wow" se incluyó en la lista de las 100 mejores canciones pop de Billboard de 2016".
"Dear Life" fue lanzada como una pista gratificante instantánea de Colors el 24 de agosto de 2017, coincidiendo con el lanzamiento de la reserva del álbum. Recibió apoyo en la radio triple A en los Estados Unidos y fue enviado a las 40 principales radios en Italia el 8 de septiembre de 2017, como el tercer sencillo internacional del álbum.
"Up All Night" fue lanzado a la radio triple-A el 18 de septiembre de 2017, como el tercer sencillo del álbum en los Estados Unidos. Luego fue enviado a radio alternativa el 19 de septiembre de 2017. "Up All Night" alcanzó el puesto número uno en la lista de canciones alternativas de Billboard, convirtiéndose en el tercer top de la lista de Beck y el primero desde "E-Pro" de 2005.
"Colors" fue enviado a la radio alternativa el 10 de abril de 2018, como el cuarto sencillo del álbum en los Estados Unidos. Un video fue lanzado exclusivamente para Apple Music el 29 de marzo de 2018, con la invitada especial Alison Brie y dirigido por Edgar Wright.

## Recepción de la crítica
Colors recibió críticas generalmente positivas de los críticos musicales. En Metacritic, que asigna una calificación normalizada de 100 a las reseñas de los críticos principales, el álbum tiene una puntuación promedio de 72 de 100, lo que indica "reseñas generalmente favorables" según 34 reseñas.

### Reconocimientos
| Publicación | Premios                  | Año  | Posición | Ref.   |
| ----------- | ------------------------ | ---- | -------- | ------ |
| NME         | NME's Albums of the Year | 2017 | 30       | [ 35 ] |

## Desempeño comercial
Colors debutó en el número tres en el Billboard 200 de Estados Unidos con 46.000 unidades equivalentes a álbumes, de las cuales 41.000 fueron ventas de álbumes puros. Es el sexto álbum top 10 de Beck en Estados Unidos.

## Lista de canciones
1. «Colors» – 4:21
2. «Seventh Heaven» – 5:00
3. «I'm So Free» – 4:07
4. «Dear Life» – 3:44
5. «No Distraction» – 4:32
6. «Dreams (Colors Mix)» – 4:57
7. «Wow» – 3:40
8. «Up All Right» – 3:10
9. «Square One» – 2:55
10. «Fix Me» – 3:13

## Personal

### Músicos
- Beck Hansen: voz, bajo, guitarras, teclados, percusión, piano, arreglos de cuerdas, sintetizadores
- Greg Kurstin - bajo, batería, guitarras, teclados, percusión, piano, sintetizadores
- Dwayne Moore - bajo
- Feist - coros ("I'm So Free")
- Roger Joseph Manning Jr. - coros
- Ilan Rubin - batería
- David Campbell - arreglos de cuerdas
- Nico Abondolo - contrabajo
- Charlie Bisharat - concertino, violín
- Songa Lee - violín
- Natalie Leggett - violín
- Mario de Léon - violín
- Michele Richards - violín
- Tereza Stanislav - violín
- Josefina Vergara - violín
- Andrew Duckles - viola
- Eric Byers - violonchelo
- Suzie Katayama - violonchelo
- Timothy Landauer - violonchelo
- Steve Richards - violonchelo

### Producción
- Beck Hansen, Greg Kurstin - producción ejecutiva, ingeniería
- Cole M.G.N. - producción, ingeniería ("Wow")
- Cassidy Turbin, Darrel Thorp, David Greenbaum - ingeniería, mezcla
- Alex Pasco, Florian Lagatta, Jesse Shatkin, John Hanes, Julian Burg - ingeniería
- Serban Ghenea - mezcla
- Chris Bellman, Emily Lazar, Randy Merrill - masterización